# M/S Adriatica Queen
M/S Adratica Queen var ett fartyg byggt 1974 som under många år trafikerade olika linjer runt Skandinavien. Sista ägare var Albanian Ferries/Allferries SA. innan hon skrotades 2014.

## Historik
Skeppet byggdes 1974 av Aalborg Skibsværft A/S i Ålborg i Danmark som M/S Dana Regina.
Hon ägdes av DFDS och gick mellan Esbjerg och Harwich samt från 1983 mellan Köpenhamn och Oslo. 1989 såldes hon till Marne Investments Ltd i Nassau i Bahamas, från vilka hon såldes vidare till Nordström & Thulin AB i Stockholm. Hennes namn ändrades till Nord Estonia och hon sattes in 1990 för Estline på rutten Tallinn–Stockholm.
Blev under 1993–1994 utchartrad till Larvik Line och i tagen trafik mellan Oslo och Fredrikshamn under namnet Thor Heyerdahl och såldes sedan till Inreko för trafik Tallinn–Helsingfors under estnisk flagg. Namnet ändrades till Vana Tallinn (Gamla Tallinn och också känd likör Vana Tallinn). År 1997 såldes färjan till Tallink.
Hon registrerades för Vana Tallinn Line Ltd med säte i Limassol i Cypern och sedan till estniskt fartygsregister. Hon trafikerade linjerna Tallinn–Helsingfors och Kapellskär–Paldiski. I april 2007 fick färjan lettisk flagg och sattes in på linjen Stockholm–Riga, där hon trafikerade till augusti 2008.
Den 30 maj 2011 presenterades ett försäljnings/charteravtal med Allferries SA och den 7 juli döptes fartyget om till Adriatica Queen. Fartyget sattes i trafik mellan Bari och Durres för Albanian Ferries.
I december 2013 såldes fartyget till Allferries och skrotades under 2014.